# Picquigny
Picquigny [pikiɲi] ist eine französische Gemeinde mit 1275 Einwohnern (Stand 1. Januar 2022) im Département Somme in der Region Hauts-de-France. Sie gehört zum Arrondissement Amiens und zum Kanton Ailly-sur-Somme.

## Lage

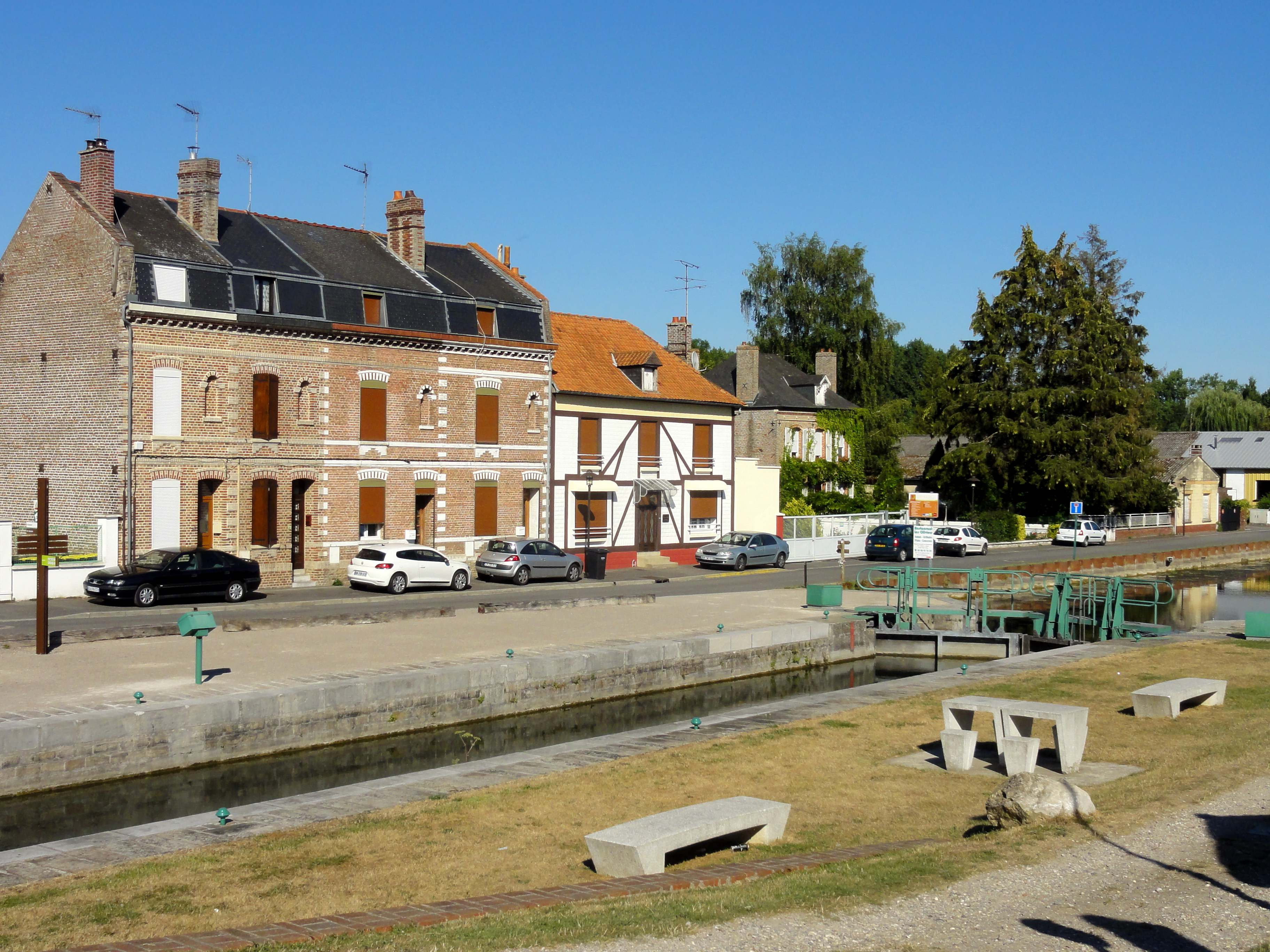
Schleuse in der kanalisierten Somme

Der Ort befindet sich rund 10 Kilometer westlich von Amiens an der Somme, infolge ihres Ausbaus zum Kanal liegt der Bahnhof auf einer Insel.

## Geschichte
- 17. Dezember 942: Wilhelm I. Langschwert, Graf von Normandie, wird in Picquigny auf Veranlassung des Grafen Arnulf I. von Flandern ermordet.
- 1119–1128: Garmond von Picquigny, Lateinischer Patriarch von Jerusalem
- 29. August 1475: Vertrag von Picquigny zwischen England und Frankreich

### Bevölkerungsentwicklung
| Jahr      | 1962 | 1968 | 1975 | 1982 | 1990 | 1999 | 2008 | 2018 |
| Einwohner | 1195 | 1309 | 1322 | 1381 | 1397 | 1386 | 1382 | 1317 |

## Verkehr

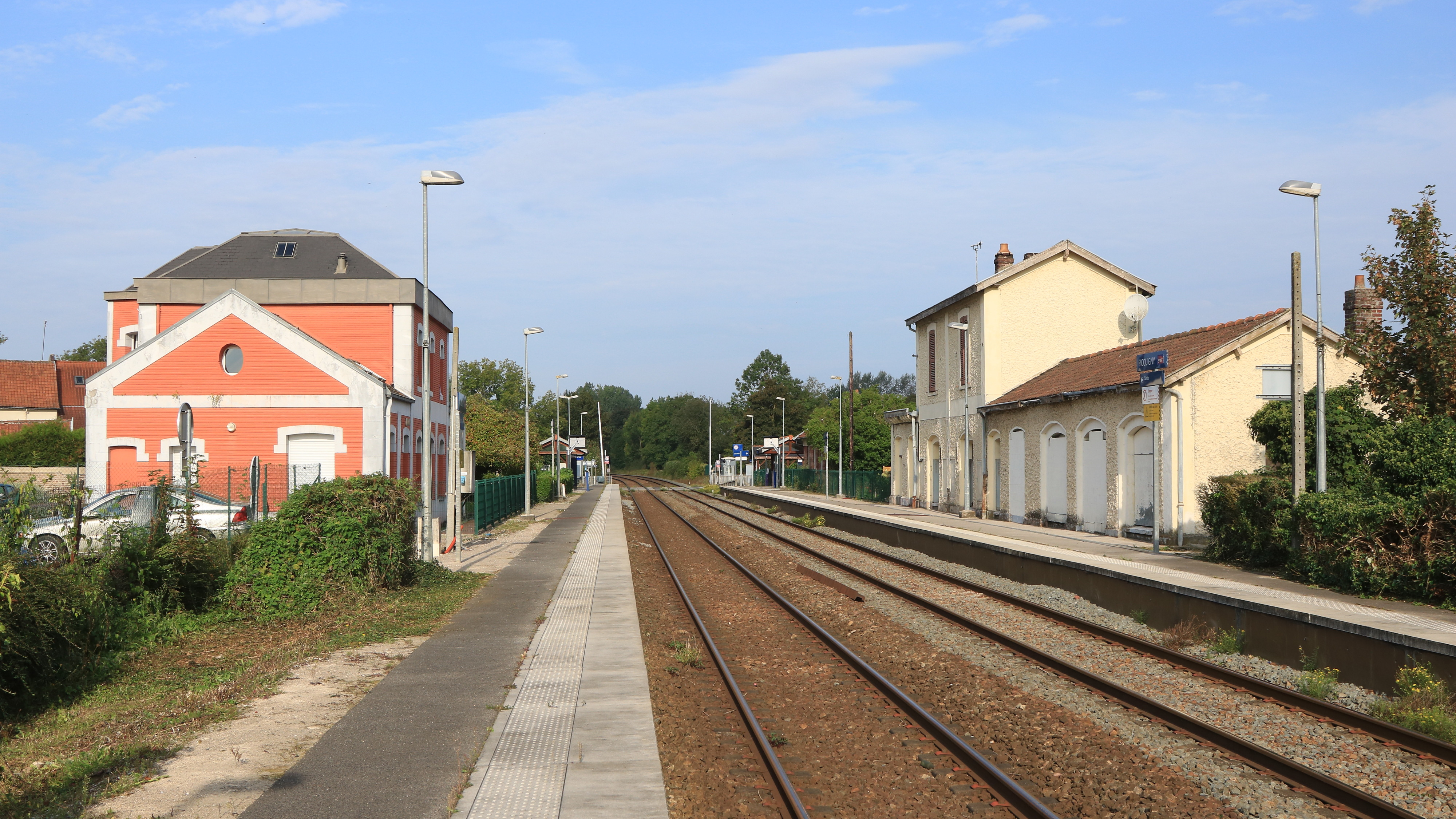
Bahnhof mit den beiden ehemaligen Empfangsgebäuden

Picquigny hat einen Bahnhof an der Bahnstrecke Longueau–Boulogne, die 1847 von der Compagnie du chemin de fer d’Amiens à Boulogne eröffnet und 1852 von der Compagnie des chemins de fer du Nord übernommen wurde. Aktuell wird er von Regionalzügen des TER Hauts-de-France bedient. Er weist beiderseits der Gleise je ein Empfangsgebäude auf, die als solche nicht mehr genutzt werden. Zwischen den beiden vor 1855 errichteten Gebäuden existierte einst ein Hallendach.
Durch Picquigny verläuft die Departementsstraße D 1235, in die im Ort die D 3 und die D 935 münden. Nächste Autobahnen sind die A 16 und die A 29.

## Sehenswürdigkeiten
- Stiftskirche Saint-Martin

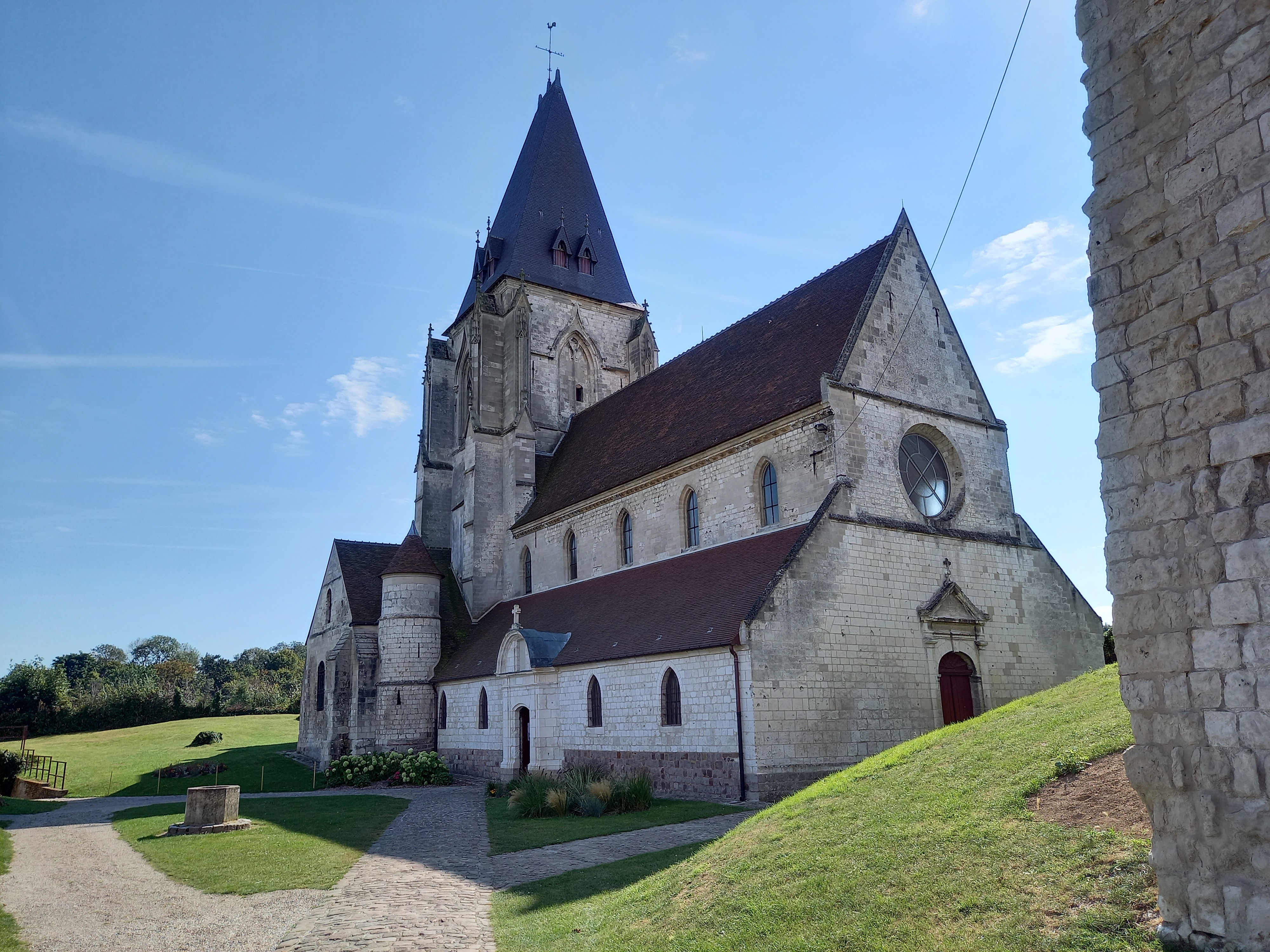
Stiftskirche Saint-Martin

- Ruine der Burg Château de Picquigny

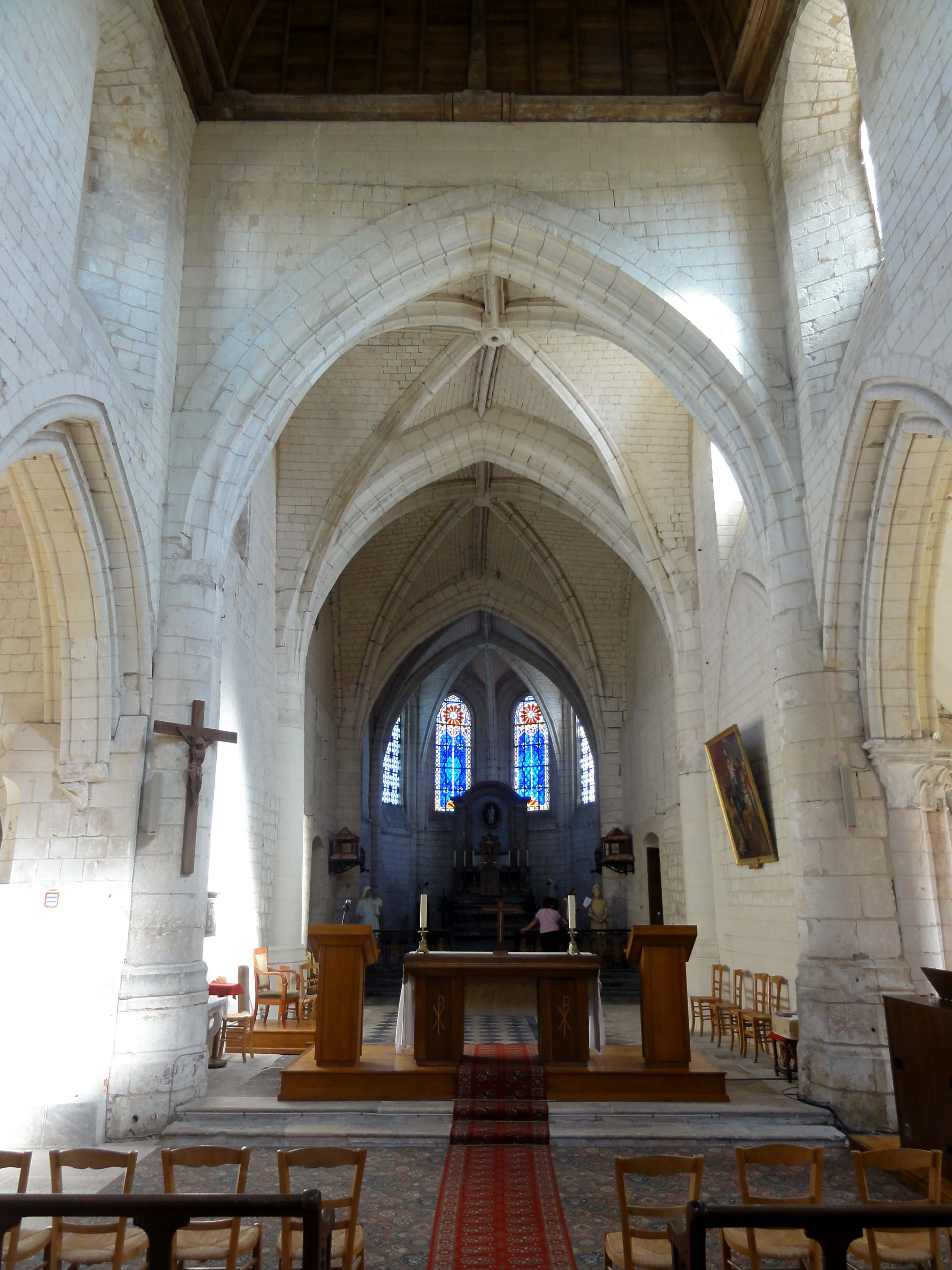
Innenansicht der Kirche Saint-Martin
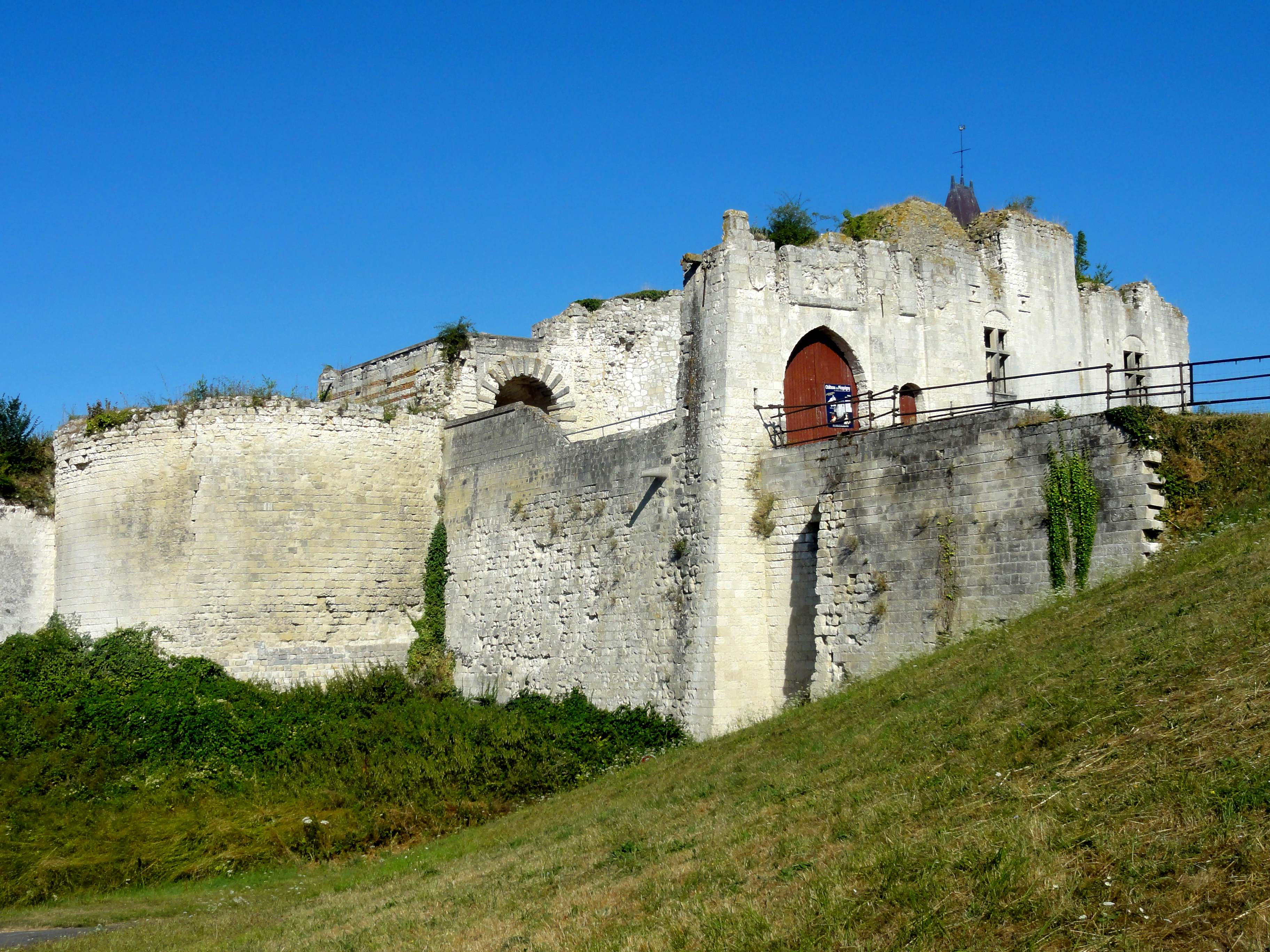
Burgruine
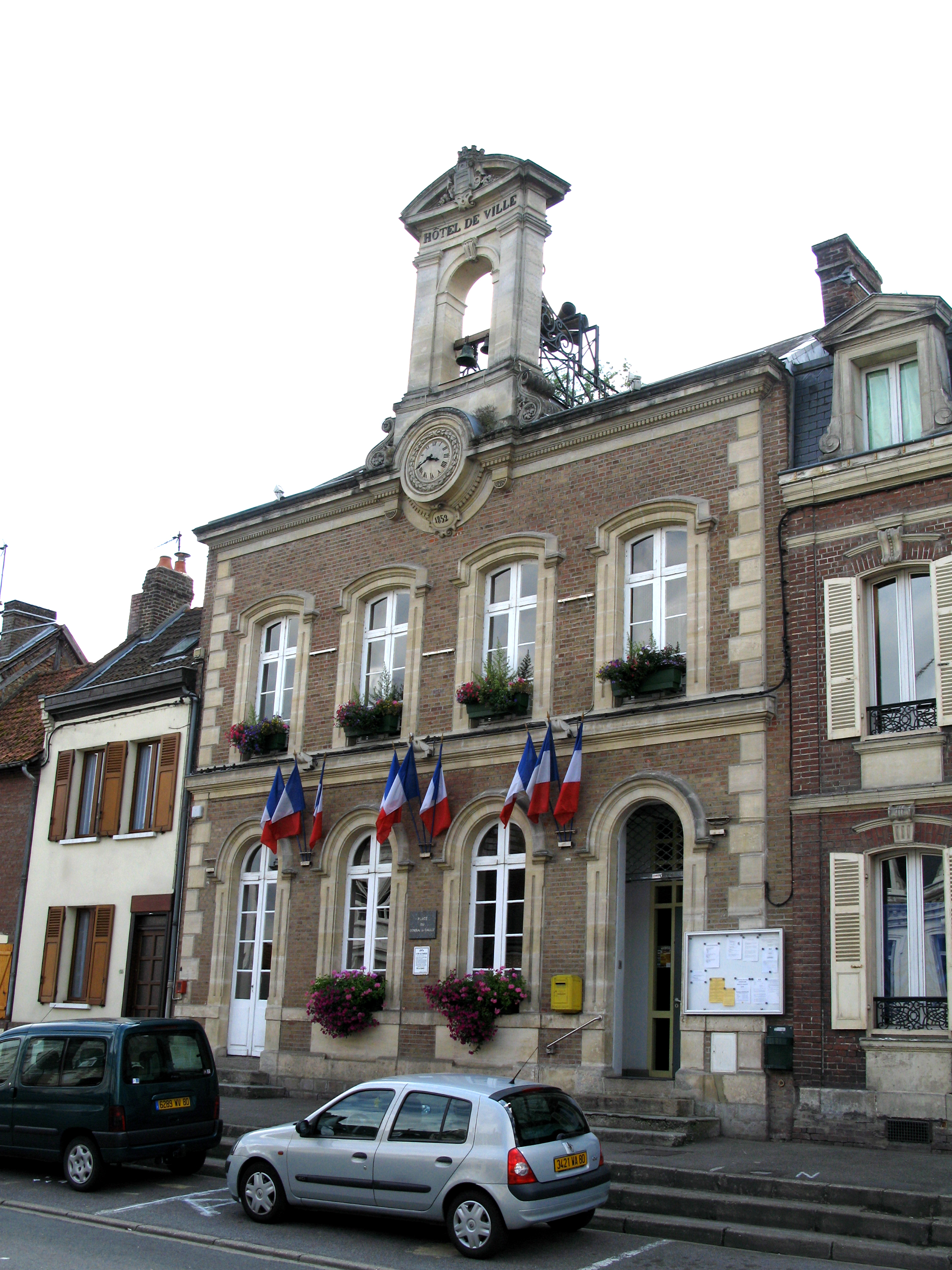
Hôtel de ville (Rathaus)
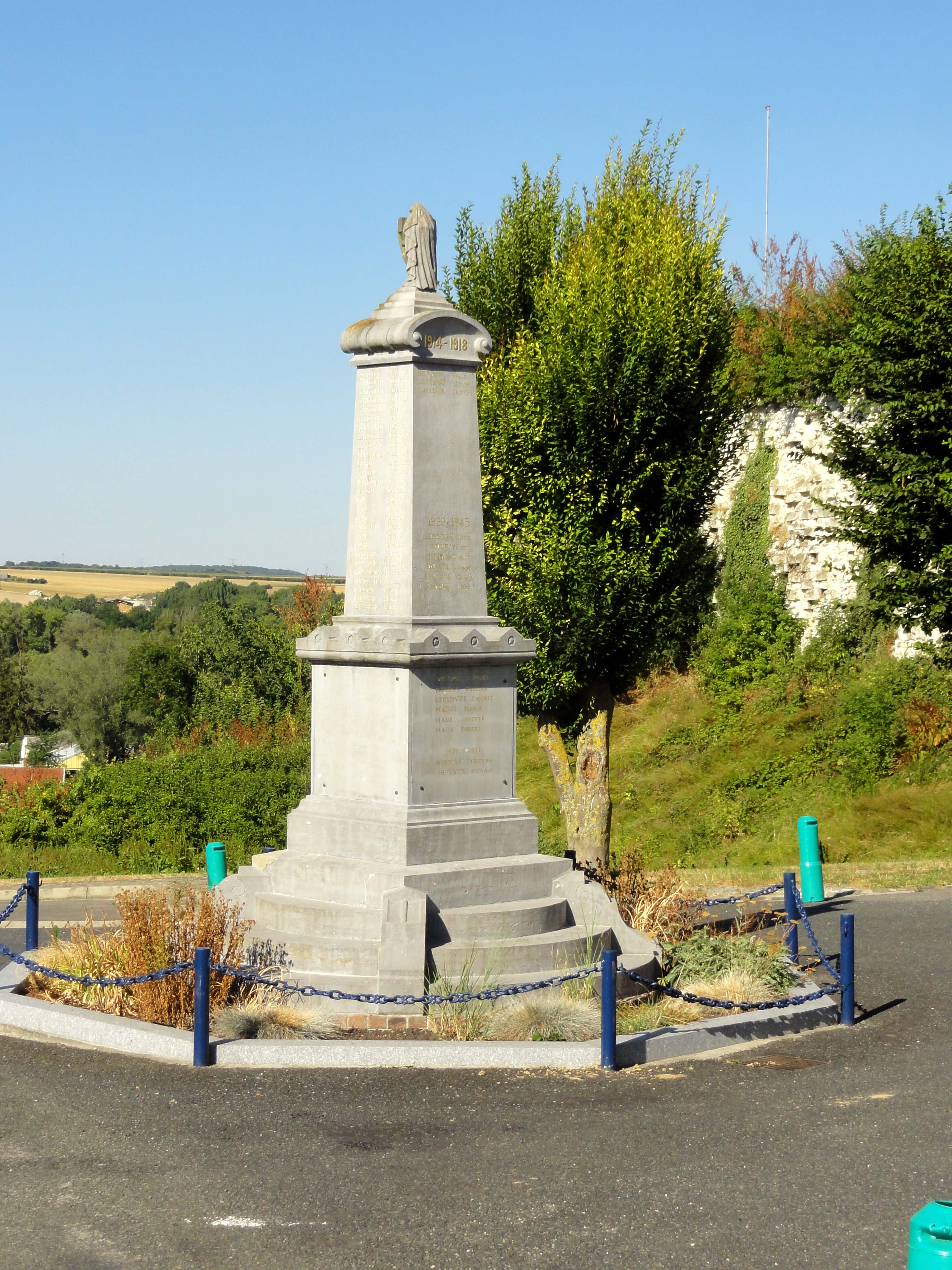
Gefallenendenkmal
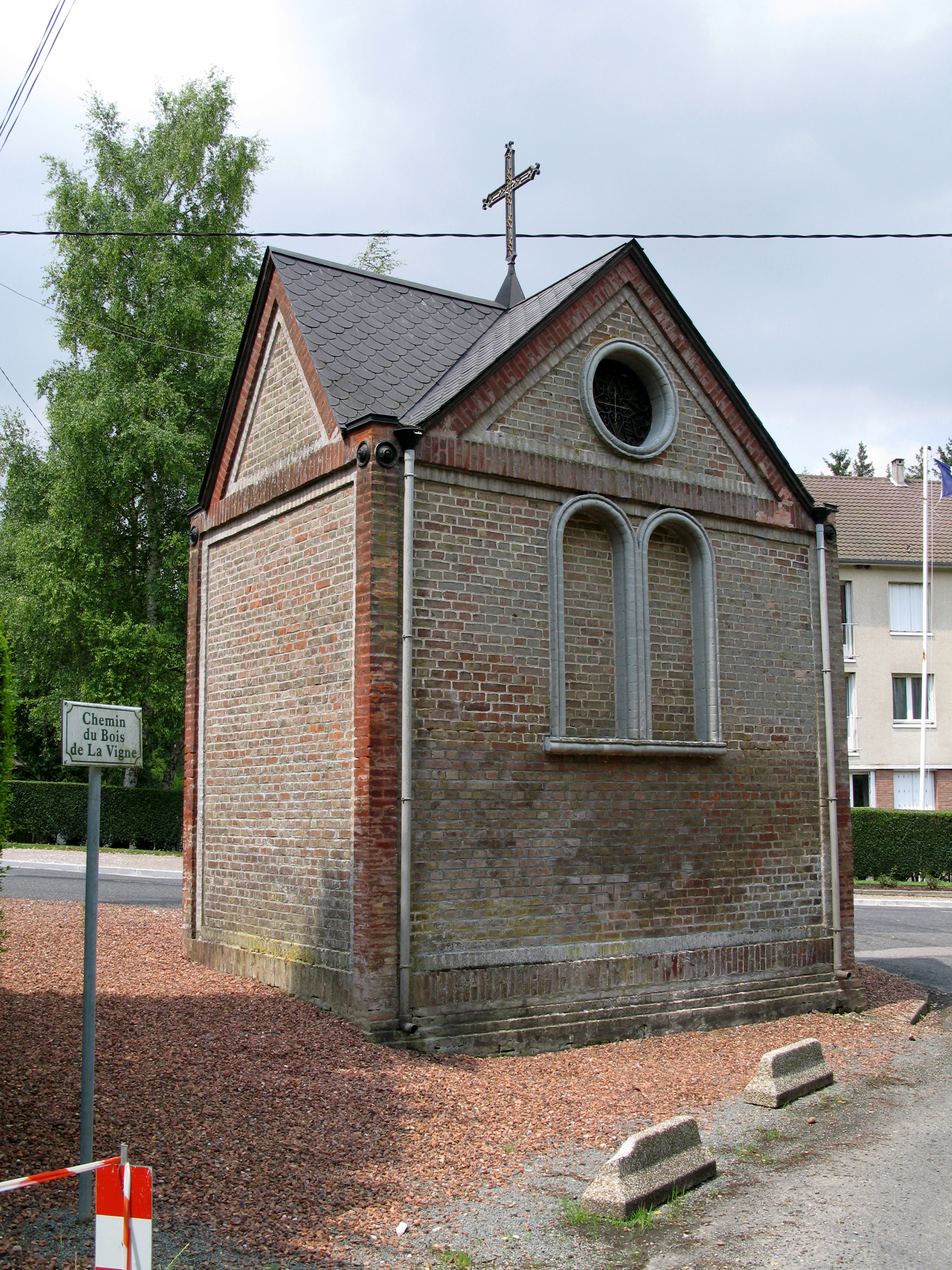
Kapelle Notre-Dame-de-Montligeon
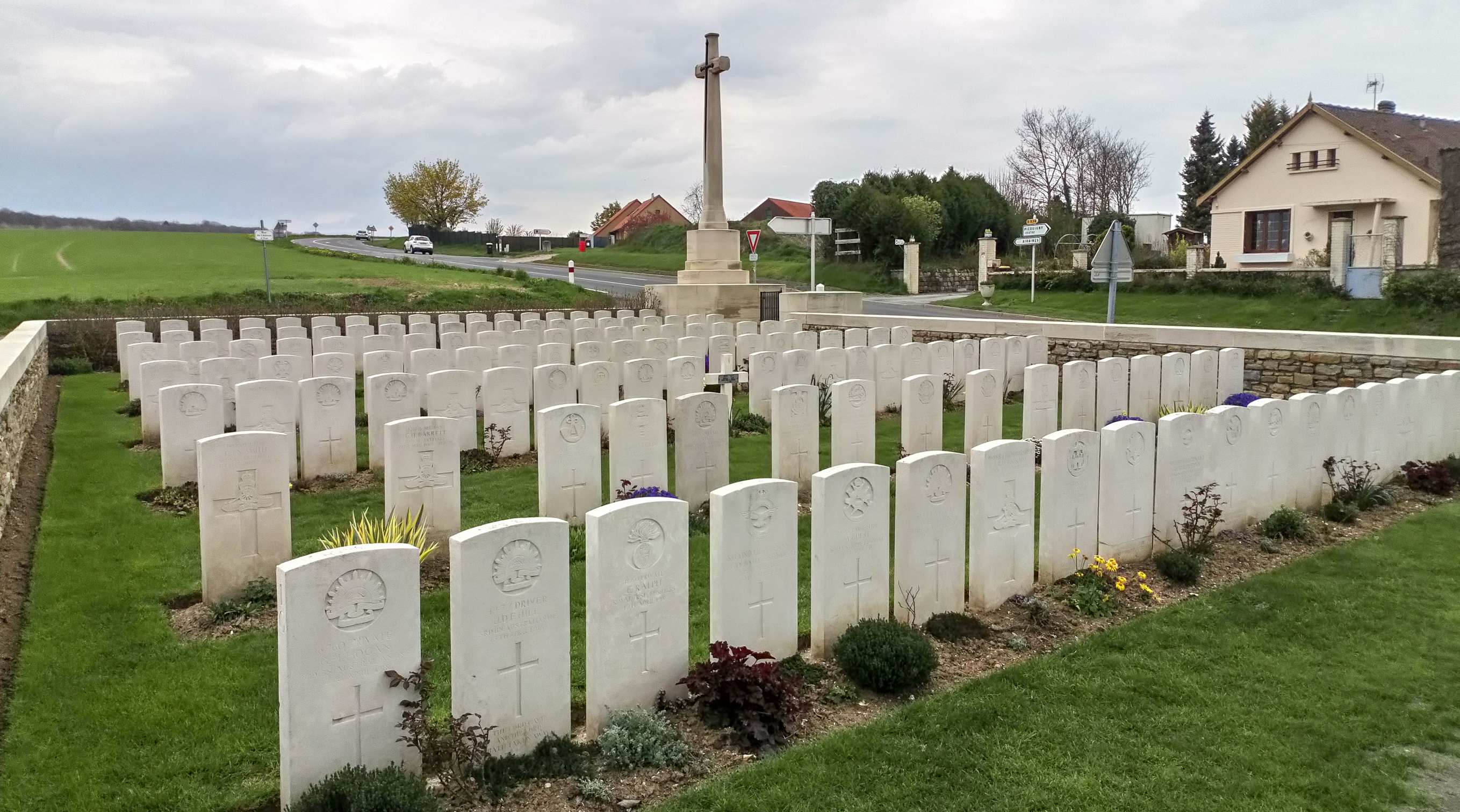
Britischer Soldatenfriedhof

## Persönlichkeiten
- Louis Michel Thibault (1750–1815), Architekt und Ingenieur